# Nymphopsis cuspidata
Nymphopsis cuspidata là một loài nhện biển trong họ Ammotheidae. Loài này thuộc chi Nymphopsis. Nymphopsis cuspidata được miêu tả khoa học năm 1910 bởi Hodgson.